# 锐度主张
锐度主张，是中国大陆一家BDSM摄影机构，成立于2005年3月，经营项目有摄影场地出租、人体模特出租、捆绑模特出租、SM用品销售等。

## 简介
锐度主张在2005年3月25日在南京市工商行政管理局玄武分局登记备案，于2006年开始营业，最初为经营婚纱摄影业务，但因业务难以开展，为获取利润，自2006年起放弃原业务，改为招聘女模组织进行“绳艺捆绑行为艺术摄影”，通过网络论坛发布所拍照片和视频，所拍照片也制成光盘在网上出售，以及提供现场捆绑拍摄等服务。
锐度主张摄影棚位于地下室，面积为500多平方米。地下室分隔成多个房间，有两个专业影棚，一个针对会员的活动场地，四个聊天包间。摄影棚里有伞灯和柔伞、厚窗帘等设备和施虐所使用的铁笼、绳子、镣铐、皮鞭等工具。
锐度主张拥有线上论坛，分为“捆绑图片”、“模特介绍”、“网友自拍”等栏目，缴纳一定的费用（如每次200元）后可到影棚里对女模特进行捆绑拍摄。在论坛购买750元的光盘即可成为会员，会员能收看更多的图片和视频，可以以优惠的价格购买模特捆绑写真和视频，也能参加不定期组织的集体活动。论坛在2010年9月已无法打开。

## 媒体曝光
2008年3月，南京一家媒体针对锐度主张刊登名为《地下影棚恣意“性虐”女模》的报道。报道后，锐度主张在网站上发布了公开声明，称锐度主张提供各类艺术摄影完全在国家法律允许的经营范围内，没有报道中所谓的“性虐”一说，报道标题中“恣意‘性虐’女模”严重歪曲事实，给锐度主张的名誉带来严重损害，锐度主张要求该媒体道歉和召集各大新闻媒体去影楼实地采访，并由锐度主张一方召开新闻发布会。在南京警方调查没有发现虐待、色情内容后，该媒体向锐度主张道歉。

## 警方调查
2007年4月，锐度主张因擅自制作、销售光盘被南京市新闻出版管理部门处于行政处罚，并责令立即停止制作销售光盘，调查人员对光盘进行鉴定未发现有淫秽及色情内容，对模特等拍摄对象进行调查没有反映受到虐待。2008年，在媒体曝光锐度主张后，南京警方展开调查，没有发现报道中所说的虐待、色情内容。2009年7月，在大检查行动中，南京警方对锐度主张进行检查，未发现违法犯罪行为。
2009年9月26日，南京警方再接网民举报其虐待女模特、拍摄淫秽图片在互联网上传播。警方在工作室查获1062张待售图像光碟、绳索、场景道具、摄影器材等物品，但经警方鉴定，所售图像光盘未有淫秽色情内容，通过传唤负责人和6名女模也得证模特都是自愿，最终认定不构成刑事犯罪。不过因涉嫌擅自制作销售光盘，违反《出版管理条例》，南京市文化广电新闻出版局正在继续调查，机构已暂停营业。

## 外部連結
- 官方网站